# 8e arrondissement de Hô Chi Minh-Ville
Pour les articles homonymes, voir 8e arrondissement.
Le 8e arrondissement (vietnamien : Quận 8) est un arrondissement urbain situé au sud-ouest de Hô Chi Minh-Ville au Viêt Nam.

## Présentation
Le district 8 est limitrophe du 5e arrondissement et du 6e arrondissement au nord, des arrondissements 4 et 7 à l'est, du district de Bình Chánh au sud et du district de Bình Tân à l'ouest. 

## Galerie

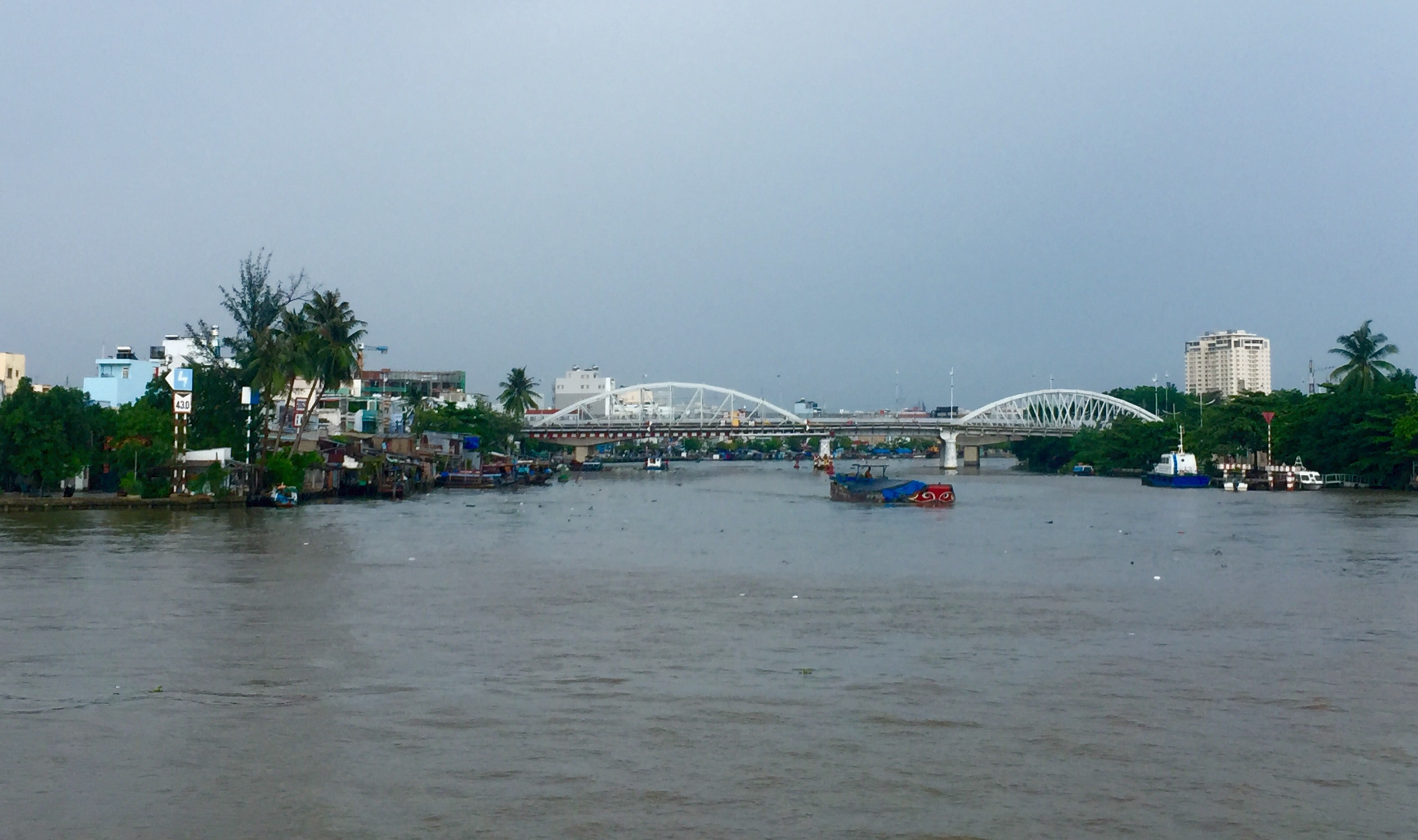
Le pont Tan Thuan vu de la rivière de Saïgon.
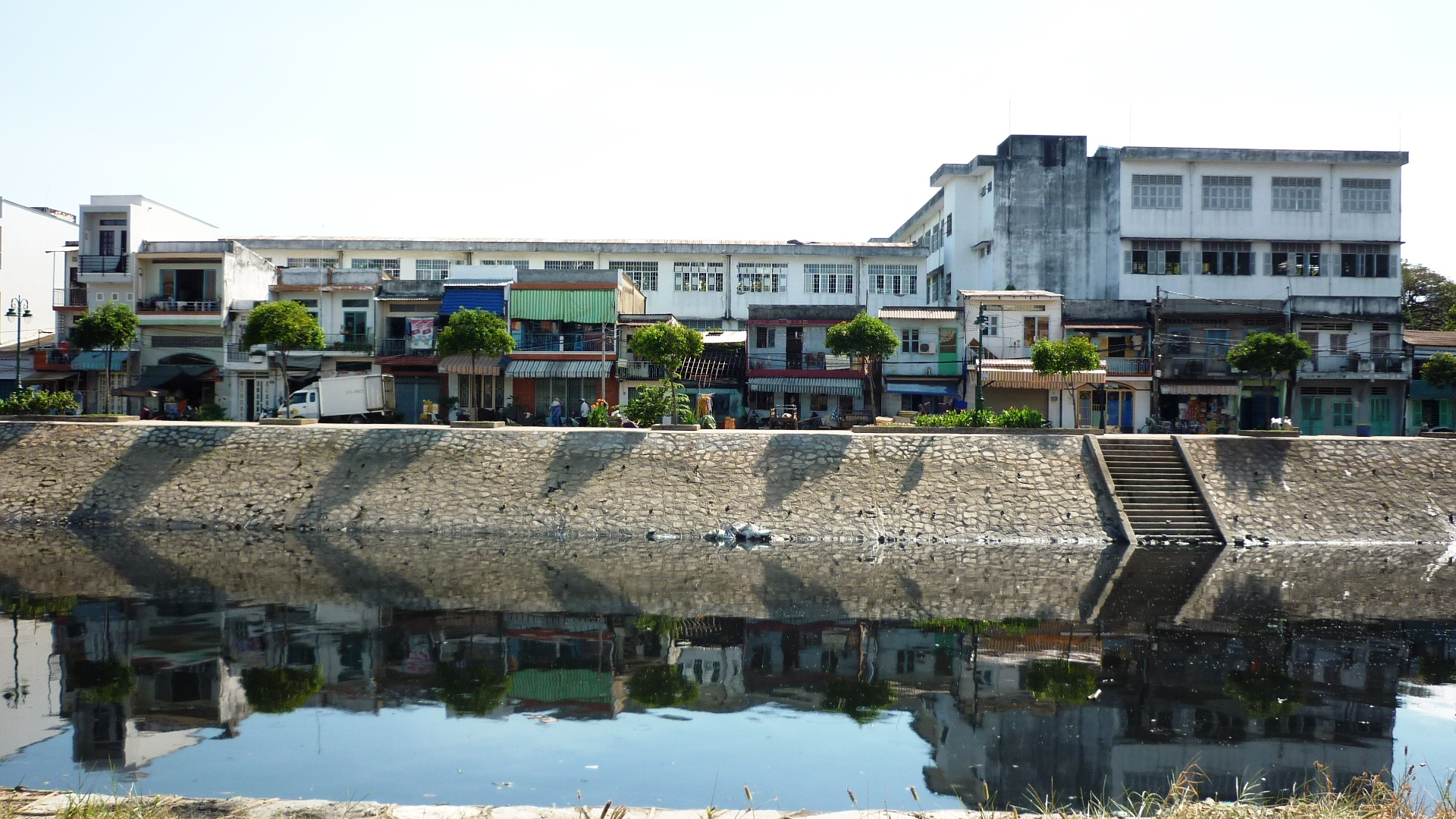
Rangée de maisons construites le long du canal Tau Hu.